# Center Point (Texas)
Center Point es un lugar designado por el censo ubicado en el condado de Kerr en el estado estadounidense de Texas. En el Censo de 2020 tenía una población de 1263 habitantes y una densidad poblacional de 90,34 habitantes por km². Fue incluido como CDP en el censo de 2020.

## Geografía
Center Point se encuentra ubicado en las coordenadas 29°56′29″N 99°2′28″O / 29.94139, -99.04111. Según la Oficina del Censo de los Estados Unidos,  tiene una superficie total de 13,98 km², de la cual 13,81 km² corresponden a tierra firme y 0,17 km² a agua.